# XIII Century: Death or Glory
XIII Century: Death or Glory est un jeu vidéo de tactique en temps réel développé par Unicorn Games Studio et publié par 1C Company en 2008 sur Windows.

## Accueil
| XIII Century: Death or Glory |      |       |
| Média                        | Pays | Notes |
| Jeuxvideo.com                | FR   | 12/20 |
| Joystick                     | FR   | 6/10  |

## Extension
Le jeu est suivi d'une extension intitulée XIII Century: Blood of Europe sortie en 2010.